# НДІ «Перетворювач»
Відкри́те акціоне́рне товари́ство «Український науково-дослідний інститут силової електроніки „Перетворювач“» - головний галузевий інститут Міністерства промислової політики України в області силової електроніки. Інститутом створено понад сто типів і серій перетворювальних пристроїв різного призначення для енергетики, металургії, машинобудування, комунального господарства, залізничного і міського транспорту та інших галузей народного господарства.

## Історія підприємства
У 1969 році на базі Спеціального конструкторського бюро перетворювальної техніки був створений Науково-дослідний, проектно-конструкторський і технологічний інститут силової електроніки. З початку 1971 року інститут стає головною організацією по розробках напівпровідникових перетворювачів, а в 1979 році він перетворений у Всесоюзний науково-дослідний інститут силових напівпровідникових пристроїв. З 1997 року інститут став Відкритим акціонерним товариством «Український науково-дослідний інститут силової електроніки „Перетворювач“».

## Науково-виробнича діяльність
- розробка і постачання сучасних силових напівпровідникових перетворювачів по замовленнях промислових підприємств;
- виробництво дослідних зразків і дослідних серій нових напівпровідникових перетворювачів;
- розробка проектів і проведення заходів щодо керівництва енергоспоживанням з метою енергозбереження.

## Науково-дослідна діяльність
Дослідження процесів перетворення електроенергії, фізичних процесів в перетворювачах і напівпровідникових пристроях, в електричних і енергетичних системах на діючих та математичних моделях. Розвиток силової електроніки як ефективного засобу енерго- і ресурсозбереження, створення прогресивних технологій. У ВАТ НДІ «Перетворювач» діє Наукова Рада, де обговорюються і критично оцінюються результати досліджень і наукових розробок. Різні аспекти досягнень колективу викладаються в спеціальних тематичних друкованих виданнях.